# Teoria kontraktów nieformalnych
Teoria kontraktów nieformalnych – współczesna teoria wyjaśniająca sztywność płac.
Teoria kontraktów nieformalnych bazuje na różnych stopniach niechęci do ryzyka oraz asymetrii informacji  między pracownikami a przedsiębiorstwem. Teoria ta zakłada, że pracownicy z reguły mają utrudniony dostęp do rynku ubezpieczeń dlatego zarówno pracownicy jak i pracodawcy wykazują skłonność do zawierania nieformalnych umów przybierających formę ubezpieczenia oferowanego przez pracodawcę. W takiej umowie  pracodawca zobowiązuje się do wypłacania stałej stawki płacowej pracownikowi bez względu na sytuację gospodarczą, natomiast pracownik zgadza się otrzymywać stawkę niższą od stawki potencjalnej w warunkach dobrej koniunktury w zamian za zobowiązanie pracodawcy do wypłacania takiej samej stawki w czasach recesji. Skutkuje to większym poczuciem bezpieczeństwa pracowników. Umowy tego typu mają charakter nieformalny, dzięki czemu pozwalają na większą kontrolę pracowników i wpływają na ich zwiększoną motywację do pracy (ograniczają np. pokusę nadużycia).